# كارلستاد (مينيسوتا)
كارلستاد (بالإنجليزية: Karlstad, Minnesota) هي مدينة تقع في ولاية مينيسوتا في الولايات المتحدة. تبلغ مساحة هذه المدينة 3.96 (كم²)، وترتفع عن سطح البحر 320 م، بلغ عدد سكانها 760 نسمة في عام 2010 حسب إحصاء مكتب تعداد الولايات المتحدة.

## التركيبة السكانية
قام مكتب تعداد الولايات المتحدة بتحديد بيانات التركيبة السكانية لكارلستاد في تعداد الولايات المتحدة. في ما يلي، التركيبة السكانية حسب تعدادي 2000 و2010.

### تعداد عام 2000
بلغ عدد سكان كارلسروه 119 نسمة بحسب تعداد عام 2000، وبلغ عدد الأسر 54 أسرة وعدد العائلات 32 عائلة مقيمة في المدينة. في حين سجلت الكثافة السكانية 157.5 نسمة لكل ميل مربع (60.8/كم2). وبلغ عدد الوحدات السكنية 70 وحدة بمتوسط كثافة قدره 92.6 نسمة لكل ميل مربع (35.8/كم2).
وتوزع التركيب العرقي للمدينة بنسبة 100.00% من البيض.
بلغ عدد الأسر 54 أسرة كانت نسبة 27.8% منها لديها أطفال تحت سن الثامنة عشر تعيش معهم، وبلغت نسبة الأزواج القاطنين مع بعضهم البعض 50.0% من أصل المجموع الكلي للأسر، ونسبة 5.6% من الأسر كان لديها معيلات من الإناث دون وجود شريك، وكانت نسبة 38.9% من غير العائلات. تألفت نسبة 37.0% من أصل جميع الأسر من أفراد ونسبة 16.7% كانوا يعيش معهم شخص وحيد يبلغ من العمر 65 عاماً فما فوق. وبلغ متوسط حجم الأسرة المعيشية 2.82، أما متوسط حجم العائلات فبلغ 2.20.
بلغ العمر الوسطي للسكان 40 عاماً. وكانت نسبة 26.1% من القاطنين تحت سن الثامنة عشر، وكانت نسبة 4.2% بين الثامنة عشر والأربعة وعشرون عاماً، ونسبة 30.3% كانت واقعةً في الفئة العمرية ما بين الخامسة والعشرون حتى والأربعة وأربعون عاماً، ونسبة 22.7% كانت ما بين الخامسة والأربعون حتى الرابعة والستون، ونسبة 16.8% كانت ضمن فئة الخامسة والستون عاماً فما فوق. يوجد لكل 100 أنثى 112.5 ذكر، ويوجد لكل 100 أنثى في الثامنة عشر من عمرها فما فوق 120.0 ذكر.
بلغ متوسط دخل الأسرة في المدينة 19,375 دولار، أما متوسط دخل العائلة فبلغ 42,500 دولار. وكان متوسط دخل الذكور 31,000 دولار مقابل 30,625 دولار للإناث. وسجل دخل الفرد الخاص بالمدينة 14,265 دولار.

### تعداد عام 2010
بلغ عدد سكان كارلستاد 760 نسمة بحسب تعداد عام 2010، وبلغ عدد الأسر 331 أسرة وعدد العائلات 189 عائلة مقيمة في المدينة. في حين سجلت الكثافة السكانية 496.7 نسمة لكل ميل مربع (191.8/كم2). وبلغ عدد الوحدات السكنية 399 وحدة بمتوسط كثافة قدره 260.8 لكل ميل مربع (100.7/كم2).
وتوزع التركيب العرقي للمدينة بنسبة 99.1% من البيض و 0.1% من الأمريكيين الأصليين و 0.3% من الأمريكيين ذوي الأصول الآسيوية و 0.3% من الأمريكيين الأفارقة و 0.3% من عرقين مختلطين أو أكثر.
بلغ عدد الأسر 331 أسرة كانت نسبة 24.2% منها لديها أطفال تحت سن الثامنة عشر تعيش معهم، وبلغت نسبة الأزواج القاطنين مع بعضهم البعض 44.4% من أصل المجموع الكلي للأسر، ونسبة 8.5% من الأسر كان لديها معيلات من الإناث دون وجود شريك، بينما كانت نسبة 4.2% من الأسر لديها معيلون من الذكور دون وجود شريكة وكانت نسبة 42.9% من غير العائلات. تألفت نسبة 39.6% من أصل جميع الأسر من أفراد ونسبة 23.6% كانوا يعيش معهم شخص وحيد يبلغ من العمر 65 عاماً فما فوق. وبلغ متوسط حجم الأسرة المعيشية 2.92، أما متوسط حجم العائلات فبلغ 2.16.
بلغ العمر الوسطي للسكان 47.5 عاماً. وكانت نسبة 22.5% من القاطنين تحت سن الثامنة عشر، وكانت نسبة 5.1% بين الثامنة عشر والأربعة وعشرون عاماً، ونسبة 20% كانت واقعةً في الفئة العمرية ما بين الخامسة والعشرون حتى والأربعة وأربعون عاماً، ونسبة 24.8% كانت ما بين الخامسة والأربعون حتى الرابعة والستون، ونسبة 27.6% كانت ضمن فئة الخامسة والستون عاماً فما فوق. وتوزع التركيب الجنسي للسكان بنسبة 45.4% ذكور و54.6% إناث.

## وصلات خارجية
- http://www.ci.karlstad.mn.us/ نسخة محفوظة 22 يونيو 2004 على موقع واي باك مشين.
- The US50 - Cities and Towns in Minnesota State